# Thực Thánh
Thật Thánh (mất 417, trị vì 402–417), là quốc vương thứ 18 của Tân La. Ông là con trai của tướng quân Kim Đại Tây Tri (Kim Daeseoji), là đệ của Vị Trâu ni sư kim. Ông có tước hiệu ma lập can (Maripgan) trong Tam quốc di sự (Samguk Yusa), và ni sư kim (Isageum) trong Tam quốc sử ký (Samguk Sagi).
Năm 392, khi còn là một đứa trẻ, ông đã được gửi đến Cao Câu Ly để làm con tim. Ông không trở lại Tân La cho đến năm 401. Vào năm sau, Nại Vật ni sư kim qua đời. Bởi nhi tử của quốc vương còn quá trẻ, các quý tộc của vương quốc đã tôn Thật Thánh lên làm vua.
Sau khi kế vị vào năm 402, Thực Thánh cho lập liên minh với Nụy Quốc Nhật Bản và cử con của Nại Vật là Kim Vị Tư Hân (Kim Misaheun) sang làm con tim. Năm 412, ông cử một người con trai khác của Nại Vật, Kim Bốc Hảo (Kim Bokho), đến Cao Câu Ly làm con tim. Ông đã cố gắng để giết một người có thể kế vị khác là Nột Kỳ, song cuối cùng chính ông là người bị giết.